# Хакоб, Томас
Томас Хакоб (исп. Tomás Jacob; род. 20 апреля 2004, Санта-Фе) — аргентинский футболист, защитник клуба «Ньюэллс Олд Бойз».

## Клубная карьера
Хакоб — воспитанник клуба «Ньюэллс Олд Бойз». 31 октября 2021 года в матче против «Индепендьенте» он дебютировал в аргентинской Примере.